# Noriaki Inoue
Noriaki Inoue (井上 鑑昭; Tanabe, 3. prosinca 1902. – Tokyo, 13. travnja 1994.), japanski majstor borilačkih vještina. Nećak je i izravni učenik Moriheija Ueshibe. Osnivač je škole Shinwa Taidō.

## Životopis
Noriaki Inoue je rođen u Tanabeu 1902. godine. Bio je četvrto dijete Zensa Inouea i Tame Ueshibe, najstarije sestre Moriheija. Velik dio svoga djetinjstva proveo je u društvu Moriheija Ueshibe. Pridružio se ujaku u Shiratakiju u naseljenoj ekspediciji na sjeveru otoka Hokkaido (1912. – 1919.) i s njim je proučavao Daito-ryu aiki-jujutsu pod nadzorom Sokaku Takede. Također, bio je usko povezan s Ueshibinim otkrićem sekte Omoto-kyo u Ayabeu i susretom s duhovnim vođom Onisaburom Deguchijem koji je imao presudan utjecaj u kasnijoj filozofiji Moriheija Ueshibe.
Noriaki Inoue je tada aktivno surađivao sa svojim ujakom na širenju aiki-budōa, vještine koja je proizašla iz daitō-ryu-a, a koju je Morihei Ueshiba dodatno usavršio. Godine 1927. njih dvojica su se ljudi nastanili u Tokiju, predavajući na raznim mjestima sve do izgradnje 1931. godine Ueshibinog prvog stalnog dojo-a, Kobukana. Međutim, nakon drugog incidenta koji je zadesio Omoto-kyo (1935.), kada je vojna vlada pokušala suzbila sektu, došlo je i do sukoba između Ueshibe i njegovog nećaka. Rastali su s uzajamnim ogorčenjem. Nakon rata, Inoue je nastavio predavati u Tokiju neovisno od Ueshibe, podučavajući časnike američkog ratnog zrakoplovstva.
Dok je izvorni aiki-budō pod utjecajem Moriheija Ueshibe evoluirao u aikido, Inoue je nastavio podučavati svoju vještinu kao takvu sve do 1956. godine kada je promijenio ime u Shinwa Taidō, a potom u Shin'ei Taidō. Imao je slabu komunikaciju s organizacijom Aikikai koja je nastavila djelovati i nakon smrti Moriheija Ueshibe. Noriaka Inour je nastavio aktivno podučavati sve to smrti 1994. godine. Smatrao se suosnivačem aikida zajedno s Moriheijem Ueshibom, premda to obitelj Ueshiba osporava.
Inoue se tijekom života koristio raznim imenima: Kitamatsumaru (1902), Yoichiro (1909), Yoshiharu (1920), Seisho (1940), Hoken (1948), Teruyoshi (1971) i na kraju Noriaki (1973).

## Vanjske povezice
- We Spotlight Aiki Budo Master Noriaki Inoue